# Phalanta burmana
Phalanta burmana är en fjärilsart som beskrevs av Evans 1924. Phalanta burmana ingår i släktet Phalanta och familjen praktfjärilar. Inga underarter finns listade i Catalogue of Life.